# Mini mum
Mini mum é uma espécie de sapo da família Microhylidae, endêmica de Madagascar, descrita em 2019. É a espécie-tipo de seu gênero, Mini. O nome científico da espécie faz referência ao seu tamanho, sendo um jogo de palavras com o termo minimum: esse trocadilho gerou atenção da mídia quando a espécie foi descrita pela primeira vez.
A espécie é extremamente pequena, medindo apenas 8,2 a 11,3 mm de comprimento rostro-cloacal. Possui a parte inferior do corpo na cor umber queimado, com manchas bege, marcas retangulares escuras próximas à virilha, dorso marrom-prateado e íris vermelha. É conhecida apenas da Reserva Especial de Manombo [en], onde habita florestas de terras baixas abertas, com árvores baixas, lianas e camadas espessas de folhas mortas. Pouco se sabe sobre sua ecologia, mas ela pode se alimentar de ácaros da subordem Oribatida, e um espécime fêmea coletado no final de março continha ovos. Embora não tenha sido avaliada pela União Internacional para a Conservação da Natureza, os autores do artigo que a descreve recomendaram que seja classificada como espécie em perigo crítico devido à sua distribuição extremamente restrita e altamente desmatada.

## Taxonomia e sistemática
Mini mum foi descrita em 2019 pelo herpetólogo Mark Scherz e colegas com base em um espécime adulto coletado na Reserva Especial de Manombo, em Atsimo-Atsinanana, Madagascar, em 2014. É a espécie-tipo do gênero Mini. O nome Mini mum é um trocadilho com a palavra minimum, referindo-se ao tamanho extremamente pequeno da espécie. É considerado um substantivo invariável (com a mesma forma para masculino e feminino). Junto com Mini ature [en] e Mini scule [en], as outras duas espécies de seu gênero, M. mum recebeu publicidade ao ser descrita devido ao seu nome científico humorístico.
A espécie pertence à família amplamente distribuída Microhylidae, que contém mais de 650 espécies de sapos, majoritariamente pequenos. Está mais próxima de um clado formado por M. scule e M. ature. O estudo que descreveu a espécie posicionou o gênero Mini como grupo irmão de Plethodontohyla (que inclui o maior sapo da família Microhylidae do mundo, P. inguinalis), apesar de ser morfologicamente mais semelhante a Stumpffia. No entanto, uma filogenia de 2021 por Alain Dubois e colegas sugere que, para o gênero Cophyla ser monofilético, Plethodontohyla e Mini deveriam ser agrupados com ele. Isso tornaria o nome da espécie Cophyla mum.

Os seguintes cladogramas mostram as diferentes filogenias encontradas pelos estudos de 2019 e 2021:

## Descrição
Mini mum é uma das menores espécies de sapos conhecidas, com um comprimento rostro-cloacal de 8,2 a 11,3 mm, sendo as fêmeas ligeiramente maiores que os machos. O holótipo, após ser preservado em etanol 70% por quatro anos, apresentava uma coloração prateada metálica ao longo do meio do dorso, prateado-azulada na cabeça e prateada clara nas laterais do dorso, com marcas retangulares escuras próximas à virilha. As laterais são pretas, com uma borda proeminente entre elas e o dorso. A parte inferior é umber queimado, mais escura na região anterior, com manchas bege. As manchas são maiores na região posterior, com a parte inferior eventualmente desbotando para bege. A parte posterior da perna é malhada em creme e marrom-acinzentado, enquanto a parte inferior da perna é marrom com marcas bege. Os braços são prateados na parte superior e pretos na inferior. Em vida, a espécie é mais marrom e menos iridescente. A íris é vermelha.
M. mum possui um corpo retangular, com a cabeça mais larga que longa e mais estreita que o corpo. O focinho é arredondado na vista dorsal e afilado na lateral, com narinas não protuberantes, ligeiramente mais próximas dos olhos que do focinho. Os loros são planos e verticais, e a língua é longa, mais espessa na base que na ponta. O primeiro, segundo e quarto dedos são significativamente reduzidos, enquanto o primeiro dedo do pé está ausente, e o segundo e quinto dedos do pé são fortemente reduzidos. A espécie não possui dentes maxilares, pré-maxilares ou vomerinos.
Dentro de seu gênero, pode ser distinguida de M. scule e M. ature pela ausência de dentes maxilares e pré-maxilares, além de uma borda mais distinta entre as partes superior e inferior ao longo das laterais. Também é semelhante a algumas espécies de Stumpffia, mas pode ser diferenciada por seus carpais pouco ossificados, clavículas curvas, um neopalatino (que suporta a pré-maxila medialmente) e um vômer dividido.
A espécie emite chamados de nota única repetidos regularmente, com duração de 67,8 a 81,8 milissegundos e uma frequência dominante de 7.949 a 8.229 Hz. Seus chamados são muito diferentes dos de M. scule, mas semelhantes aos de várias espécies de Stumpffia. Eles se assemelham mais aos de Stumpffia miery, S. tridactyla [en], S. contumelia e S. obscoena. No entanto, seus chamados são mais curtos e de menor frequência que os de S. obscoena, mais curtos e de maior frequência que os de S. tridactyla e mais longos e de maior frequência que os de S. contumelia. O intervalo entre dois chamados consecutivos é ligeiramente maior que o de S. miery.

## Distribuição e habitat

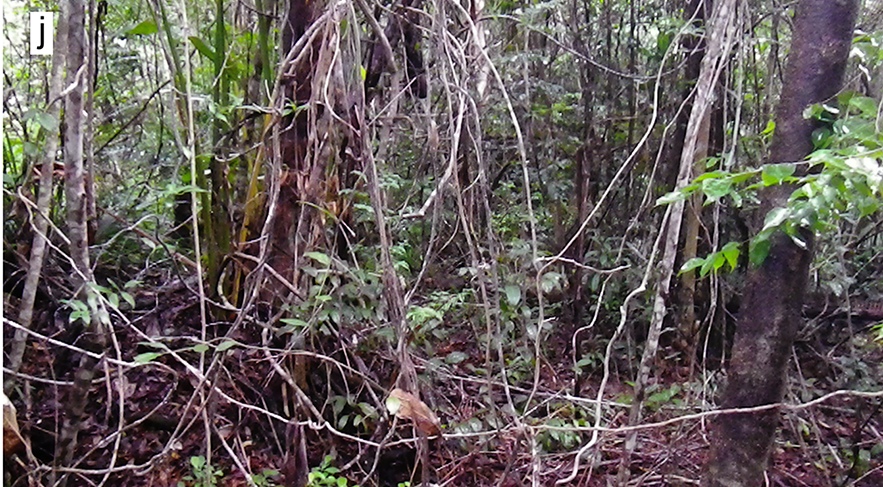
Habitat de Mini mum.

Mini mum possui uma distribuição extremamente limitada, sendo conhecida apenas de áreas na Reserva Especial de Manombo. Acredita-se que habite florestas de terras baixas abertas ao redor da reserva, com árvores baixas, lianas e camadas espessas de folhas mortas, em elevações de 0 a 100 metros.

## Ecologia e conservação
Os machos da espécie vocalizam durante o dia enquanto se escondem entre raízes e na serrapilheira, a alguns metros de outros machos vocalizantes. Um espécime fêmea coletado no final de março continha quatro ovos, enquanto o holótipo macho tinha vários artrópodes (provavelmente ácaros da subordem Oribatida) em seu estômago.
Embora M. mum não tenha sido avaliada pela União Internacional para a Conservação da Natureza, os autores do artigo que a descreve recomendaram que seja classificada como espécie em perigo crítico devido à sua distribuição extremamente pequena e altamente desmatada.